# 이근 (군인)
이근(李根, 1984년 3월 22일~)은 대한민국의 전직 군인, 기업인, 방송인이다.

## 생애
1984년 한국에서 출생했고, 3세 때 미국으로 이민, 뉴욕과 LA에서 자랐다. 미군 네이비 실 장교를 꿈 꿨으나 시민권이 없어서 해군사관학교에 진학하지 못했고, 버지니아 군사대학에 진학 후 고민 끝에 대한민국 해군 장교가 되기로 결심한다.
버지니아 군사대학을 졸업한 뒤, 영주권을 포기하고 대한민국에 돌아와 2007년 해군사관후보생(OCS) 102기 장교로 임관하여 문무대왕함(DDH-976)과 해군 특수전전단(UDT/SEAL) 등에서 복무했다. 현역 시절 국군과 미군의 여러 특수부대 훈련과정을 우수한 성적으로 수료했고, 다수의 해외파병과 군사작전 참여로 여러 실전 경험을 보유한 군인이었다.
2014년 대위로 전역 후 군 경력을 살려 PMC에서 근무하며 전투파병을 다녀왔고, 다수의 군 · 경 기관에서 대테러 및 전술사격 교관으로 활약했으며, 미국 국무부와 UN 등에서 안보 및 보안 관련 직책으로 근무했다.
보안 및 전술 컨설팅 기업 무사트(MUSAT)에서 전무이사로 재직하며 2020년 유튜브 웹예능 ‘가짜사나이’에 출연해 인기를 끌었다. 이후 무사트를 나와 군사 안보 컨설팅 기업인 ROKSEAL(락실)을 설립하였고, 동명의 유튜브 채널 ‘ROKSEAL’을 운영하며 활발히 활동하고 있다.
2022년 3월 러시아-우크라이나 전쟁에 우크라이나 의용군인 우크라이나 국제군단(ILDU) 소속으로 참전하여 전투 임무를 수행하다 부상을 입고 2022년 5월 한국으로 귀국했다.

## 경력
| 연도      | 경력                                                                              |
| --------- | --------------------------------------------------------------------------------- |
| 2007      | 해군사관후보생(OCS) 102기 장교 임관                                               |
| 2007      | 해군 교육사령부 전투병과학교 항해 초등군사반 수료                                 |
| 2007~2008 | 문무대왕함(DDH-976) 전투정보보좌관                                                |
| 2008      | 해군 특수전전단(UDT/SEAL) 특수전초급반과정 54-1기 차석 수료                       |
| 2008      | 해병대 교육훈련단 기본공수과정 수료                                               |
| 2008      | 해군 특수전전단(UDT/SEAL) 제1특전대대 공중작전대(AIROPS) 중대장                   |
| 2008      | 해군 특수전전단(UDT/SEAL) 해상대테러과정(MCT) 수료                                |
| 2009~2010 | 해군 특수전전단(UDT/SEAL) 특수임무대대(SMB) 중대장                                |
| 2009~2010 | 청해부대 1진, 2진 검문검색대 작전팀장                                             |
| 2009~2010 | 소말리아 근해 전투파병                                                            |
| 2010      | 미국스카이다이빙협회(USPA) / 한국스카이다이빙협회(KPA) 속성자유강하과정(AFF) 수료 |
| 2010      | 해군 특수전전단(UDT/SEAL) 특전팀이송정과정(SDV) 차석 수료                         |
| 2010~2011 | 해군 특수전전단(UDT/SEAL) 제1특전대대 해중작전대(SDV) 중대장                      |
| 2011      | 한미연합특수전교환훈련(JCET) 미국 NAVY SEALS 저격수과정 수료                      |
| 2011      | 육군 특수전사령부 특수전학교 특수작전최종공격통제관과정(SOTAC) 수석 수료          |
| 2012      | 미국 NAVY SEALS 초급반과정(BUD/S) 294기 수료                                      |
| 2012      | 미국 NAVY SEALS 장교과정(JOTC) 수료                                               |
| 2013      | 미국 NAVY SEALS 전문화과정(SQT) 295기 수석 수료                                   |
| 2013      | 미국 TACTICAL AIR OPERATIONS NAVY 고공강하과정(HALO/HAHO) 수료                    |
| 2013      | 미국 SKYDIVE ELSINORE 윙슈트강하과정 수료                                         |
| 2013~2014 | 해군 특수전전단(UDT/SEAL) 교육훈련대대 전문교육대장                               |
| 2014      | 해군 특수전전단(UDT/SEAL) 대위 전역                                               |

| 연도      | 경력                                                                                        |
| --------- | ------------------------------------------------------------------------------------------- |
| 2014~2018 | TRIDENT TACTICS 대표이사                                                                    |
| 2014      | 서울 경찰특공대(SWAT KNP868) 대테러 및 전술사격 교관                                        |
| 2015      | 미국스카이다이빙협회(USPA) / 한국스카이다이빙협회(KPA) 속성자유강하과정(AFF) 교관 자격 취득 |
| 2015      | 미국스카이다이빙협회(USPA) / 한국스카이다이빙협회(KPA) 2인승강하과정(TANDEM) 교관 자격 취득 |
| 2015~2016 | 서울스카이다이빙학교 교관                                                                   |
| 2015~2016 | TRICELL INTERNATIONAL 해외사업실장                                                          |
| 2015      | URBAN SHIELD 국가대표팀(합동 경찰특공대) 대테러 및 전술사격 교관                            |
| 2015      | 브라질 경찰특수부대 BOPE 대테러 및 경호 교관                                                |
| 2016      | 공군 정보부대 고공강하 교관                                                                 |
| 2016~     | 해군 정보부대 고공강하 교관                                                                 |
| 2016~2017 | G4S 군사보안업체(PMC) 팀장                                                                  |
| 2016~2017 | PMC 이라크 전투파병                                                                         |
| 2017      | 대만 경찰특수부대 해순특근대(CGA-STF) 대테러 및 전술사격 교관                               |
| 2017~2018 | 미국 국무부 안보수사관(SECURITY INVESTIGATOR)                                               |
| 2018      | 해병대 특수수색대(ROKMC RECON) 대테러 교관                                                  |
| 2018      | 대통령경호처(PSS) 전술사격 교관                                                             |
| 2018~2020 | UN 인권최고대표사무소(OHCHR) 안보담당관(SECURITY OFFICER)                                   |
| 2018~2020 | MUSAT 전무이사                                                                              |
| 2019~     | SKY TACTICAL 고공강하과정(HALO/HAHO) 디렉터                                                 |
| 2020~     | ROKSEAL 대표이사                                                                            |
| 2022~     | 우크라이나 국제군단(INTERNATIONAL LEGION OF DEFENSE OF UKRAINE)                             |
| 2022      | 러시아-우크라이나 전쟁 의용군 참전                                                          |

## 방송 출연
| 현역 시절 |                        |                                                          | |
| 2008      | EBS, NGC 등            | 조선일보 기획 크로스미디어 건군 60주년 특집 ‘강군시대’   | 2008. 10. 6. ‘절대전사 한계를 넘어서’ (대한민국 특수부대) 출연 |
| 2011      | MBC                    | MBC 신년특집 ‘당신이 국가대표입니다!’                    | 2011. 1. 1. 출연 |
| 2011      | KBS                    | KBS 금요기획 ‘우리에게 불가능은 없다: 세계최강 UDT/SEAL’ | 2011. 3. 4. 출연 |
| 전역 후   |                        |                                                          | |
| 2014      | EBS                    | EBS 스페셜 프로젝트 ‘두뇌게임: 천재들의 전쟁’            | 2014. 9. 4. ~ 9. 25. 4부작 출연 |
| 2014      | EBS                    | 세계견문록 아틀라스 ‘서바이벌 어드벤처’                  | 2014. 12. 15. ~ 12. 17. 1부 몽골 알타이 산맥 2부 말레이시아 열대우림 3부 남중국해 무인도 |
| 2017      | BBC                    | Special Forces: Ultimate Hell Week                       | 2017. 2. 19. Series2 EP.4의 교관으로 출연 |
| 2017      | 국방FM                 | 국방FM이 좋다!                                           | 2017. 7. 28. 종군수첩 보관됨 2022-06-22 - 웨이백 머신 / 뉴데일리 태상호 기자 - 한국인 최초 영국 보안회사 무장보안팀 이근 팀장과 함께(1) 2017. 8. 4. 종군수첩 보관됨 2020-11-03 - 웨이백 머신 / 뉴데일리 태상호 기자 - 한국인 최초 영국 보안회사 무장보안팀 이근 팀장과 함께(2) 2017. 8. 22. 조화진이 만난 사람 보관됨 2022-06-22 - 웨이백 머신 / 해군 예비역 대위 이근 - 청해부대 해적퇴치의 달인을 만나다 |
| 2018      | MBC                    | 두니아 ~ 처음 만난 세계                                  | 2018. 7. 29. ~ 9. 23. 9회 ~ 15회 출연 |
| 2019      | Discovery              | Ed Stafford: First Man Out                               | 2019. 2. 7. Season1 EP.2 카자흐스탄 출연 |
| 2020      | WATCHA                 | 가짜사나이                                               | 2020. 7. 9. ~ 8. 6. 교육대장으로 출연 |
| 2020      | JTBC                   | 장르만 코미디                                            | 2020. 8. 22. ~ 10. 10. 8회 ~ 14회 ‘장르만 연예인’ 코너 교관으로 출연 |
| 2020      | SBS                    | 그것이 알고싶다                                          | 2020. 8. 22. 1228회 “나는 아내를 죽이지 않았습니다 - 무기수 장 씨의 16년” 사고 상황 검증 |
| 2020      | 디스커버리 채널 코리아 | 최후 인류 생존 지침서: 서바이블                          | 2020. 9. 1. ~ 10. 9. 1회 ~ 6회 출연 |
| 2020      | SBS 파워FM             | 최화정의 파워타임                                        | 2020. 9. 1. 최애 초대석 출연 |
| 2020      | SBS 모비딕             | 제시의 쇼!터뷰                                           | 2020. 9. 10. EP.14 출연 |
| 2020      | JTBC 스튜디오 룰루랄라 | 워크맨-Workman                                           | 2020. 9. 11. EP.67 전화통화 목소리 출연 |
| 2020      | SBS                    | 집사부일체                                               | 2020. 9. 13 ~ 9. 20. 137, 138회 사부로 출연 |
| 2020      | JTBC 스튜디오 룰루랄라 | 와썹맨-Wassup Man                                        | 2020. 9. 18. ~ 9. 25. 와썹맨2 EP.11, EP.12 출연 |
| 2020      | 카카오TV               | 톡이나 할까?                                             | 2020. 9. 22. 4th 톡터뷰이 - 이근대위 |
| 2020      | SBS 파워FM             | 딘딘의 뮤직하이                                          | 2020. 9. 28. 무박이일 출연 |
| 2020      | Mnet                   | 아이즈원 츄 - ON:TACT                                    | 2020. 9. 30. 2회 앚포인트 교관으로 출연 |
| 2020      | MBC Every 1            | 대한외국인                                               | 2020. 10. 7. 104회 근수저 특집 출연 |
| 2020      | MBC                    | 라디오 스타                                              | 2020. 10. 7. 689회 “너 화제성 문제있어?” 특집 출연 |

## 논란 및 사건 사고

### 200만원 채무 논란
10월 2일 이근이 200만원을 빌려 갚지 않았다는 논란이 터졌고 1심 재판 판결문이 나오면서 논란은 점점 더 커지게 되었다. 이근은 다음 날 유튜브로 "돈을 빌린 것은 사실이나 돈을 갚았다"라고 해명했다. 하지만 돈을 갚은 것은 피해자 측에서 공개한 녹취록으로 인해 사실이 아님이 입증되었다. 그 이후 10월 5일, 당사자와 원만히 오해를 풀고 해결했다는 내용의 동영상을 올렸다. 피해 당사자 역시 "여러 번의 금전 거래 내역으로 인한 착각이 있었다", "서로의 불신으로 지인을 통해 소통하다보니, 소통이 잘 되지 않은 채 감정의 골이 깊어졌다", "채무 관계를 깨끗하게 해결했다"고 밝혔다.

### 가짜 명함 논란
10월 11일 유튜버 김용호는 자신의 유튜브 채널에서 한 여성의 제보로 이근의 가짜 명함 논란을 폭로했다. 그 여성의 제보에 따르면 "이근 대위를 만났는데 유엔 외교관이라고 적힌 명함을 받았다"라고 말했다고 한다. 이에 대해, 유튜버 김용호는 "이근은 유엔 외교관으로 근무한 경력이 없다"며 "당연히 거짓말이다"라고 하는 등 이근에게 비난을 쏟아부었다. 그러자 이근은 본인의 인스타그램에 UN 여권 사진을 게시하며 "허위 사실 유포 고소합니다"라는 말을 남겼고, 이후 UN 대변인실 측에서 이근의 UN 근무 경력을 확인해 주었다. 또한, 이근이 UN에서 근무할 당시 로힝야 뉴스에 소개되었던 화면이 뒤늦게 화제가 되며, 임무 사진이 공개되기도 했다. 이후 김용호는 해당 영상을 삭제했다.

### 성범죄 사건
10월 12일 유튜버 김용호는 이근의 전과 논란도 폭로했다. 김용호는 "이근이 2017년에 성추행으로 인하여 재판을 받은 이력이 있으며, 또 동종전과인지는 모르겠으나 2015년 8월에 200만원의 벌금형을 받은 이력이 있다"고 했다. 이에 대해, 이근은 자신의 유튜브 커뮤니티에 해명글을 남겨 놓은 상태로, 해당 게시글에 따르면, 성추행으로 처벌은 받았지만 이는 해당 여성의 "일관적인 진술"만으로 내려진 판결이며, CCTV 3대에는 자신이 추행을 할 수 없는 위치였다는 증거가 있으나, 이 내용이 법정에서 증거로 채택되지는 않았고, 이에 따라 자신은 "자신의 결백을 주장하기 위해 항소하였으나 받아들여지지 않았으며, 자신은 절대 성추행을 하지 않았다"라고 해명했다. 현재 김용호의 유튜브 채널에서는 해당 폭로 영상이 삭제된 상태이다.
중앙일보에서는 이 전 대위의 주장과 달리 CCTV 영상 CD가 증거 목록에 있다는 사실을 밝히며, 이 전 대위가 1심부터 통역인을 요청하는 등 강력히 무죄를 주장하였다고 보도했다. 법무법인 정향 소속 안세훈 변호사는 본인의 유튜브 채널 '좋은변호사 [안변TV]'에서 판결문을 분석했는데, 'CCTV의 내용이 나와있지는 않다"며, "피해자의 진술이 다른 증거들과 모순되지 않는"다는 판결문 내용을 볼 때, '별다른 내용이 없었던 것 같다'고 의견을 제시하였다. 또한, 당시 이근이 1심과 2심에서 국선 변호사를 선임한 사실을 지적하며, '보통 성범죄는 아무리 경미한 사건이더라도 사선변호사를 선임하는 게 유리'하다는 의견을 밝히기도 했다. 법조계에서는 설사 피해자의 진술만으로 유죄가 인정되었다 하더라도 "문제는 없다"는 의견이 있다. 지난 2012년 대법원 판례(2011도 16413)는 "대법원은 피해자의 진술이 성범죄의 사실상 유일한 증거여도 유죄를 인정할 수 있다"고 밝혔다.
2022년 12월 8일 유튜버 구제역이 이근의 성범죄 2차 가해 논란을 법원 판결문과 함께 공개하였다. 구제역 영상의 판결문에 의하면 '피해자인 원고의 일관되고 신빙성있는 피해 진술, CCTV 영상 CD 등을 증거로 채택하여 위 범죄사실을 유죄로 인정하고, 피고에게 벌금 200만 원 및 40시간의 성폭력 치료프로그램 이수를 명하는 판결을 선고하였다(서울중앙지방법원).'이라는 문구가 나오는데 이근의 주장과는 달리 CCTV가 이근의 성범죄의 무죄 근거가 되지 않는다는 증거라 할 수 있다. 이 외에도 스스로 경찰을 불렀다는 해명 등도 거짓으로 보인다. 이 판결문의 결과로 법원은 이근에게 2,000만원의 배상금 지급을 명하였다.

### 러시아-우크라이나 전쟁참전 논란

#### 우크라이나 입국 이후
우크라이나는 전쟁으로 인해 2022년 2월 13일부터 여행경보제도에 의거 4단계 경보가 발령된 여행금지 국가이므로, 정부 허가 없이 우크라이나에 입국할 경우 여권법에 따라 처벌을 받을 수 있다. 주한 우크라이나 대사관에 따르면 한국에서도 한국인 수십명이 대사관에 의용군 지원 의사를 밝혔으며, 이에 대해 우크라이나로 무단 입국하지 말라는 경고를 했다. 이근은 이에 대해서 처벌을 받겠다고 했다.
외교부는 3월 6일부터 무단 입국한 이근이 우크라이나에 참전했다는 점을 확인하였고, 3월 17일 이근 포함 한국 국적 9인이 무단입국을 한 것은 사실이며, 나머지 8인도 이근처럼 의용군 신분으로 참전을 했을 것이라고 밝혔으며, 이들의 행적을 확인하기 위해 노력 하고 있다고 설명했다. 이근의 인스타그램을 통해 의용군 참여를 위해 우크라이나로 출국했다고 밝힌 것이 증거가 되어 외교부에 의해 경찰에 여권법 위반 혐의로 고발당했다.

#### 대한민국 귀국 이후
이근이 바르샤바 쇼팽 공항(폴란드어: Lotnisko Chopina w Warszawie)을
출발해 인천국제공항을 통해 2022년 5월 27일 07:30에 귀국했다. 약 80일동안 전쟁에 외국인 신분으로 참전한 이근은 여권법 위반 혐의로 고발되었고, 혐의에 대한 자세한 내용 파악을 위해 격리 후 6월 10일 경찰에서 조사받았으며, 자신이 저지른 혐의들을 대부분 인정했다. 서울경찰청 마약범죄수사대 국제범죄수사계는 이근을 6월 14일 서울중앙지방검찰청으로 불구속 송치했다. 경찰은 여권법 위반 혐의를 인정했고, 사적으로 다른 국가의 전투 행위에 참여했을 때 적용되는 ‘사전죄’나 ‘폭발물 사용죄’ 는 위반 가능성이 높으나 수사하지 않았다.
이근은 양쪽 무릎 십자인대가 모두 찢어졌으며 치료 후 우크라이나로 돌아가고 싶다고 밝혔다. 이근은 법을 위반한 행위로 처벌받을 것을 각오하면서도, 의용군 신분으로 전쟁에서 사람들을 보호하는 일을 하며 전장에서 용감히 싸웠다고 밝혔다. 전쟁 도중 모든 의용군이 시민권을 받지는 않고 시민권을 받을 수 있는 사람들이 제한되어 있으며, 그 중 한 명은 이근 자신이다. 그럼에도 불구하고 시민권을 스스로 거부한 이근 자신은 한국인이므로 한국 법에 따라서 한국 법원의 판결에 따른 처벌을 받겠다고 했다.
이근은 키이우와 남부에서 전쟁에 참전하던 도중 이르핀에서 러시아군이 저지른 민간인 학살 등의 전쟁 범죄 행위를 보고 기록했다고 밝혔고 이러한 상황에서 우크라이나를 돕지 않으면 범죄행위라고 했다. 그는 우크라이나 전쟁 참전에 대해서 약소국인 다른 나라와의 전쟁과는 성격이 다른 강대국 러시아를 상대로 한 전쟁으로 우크라이나를 도와주는 것이 자신의 의무이자 '선과 악의 싸움'이라고 했다. 그는 여권법 위반에 대해서 하나의 교통법이라고 했으며 비록 불법 행위로 인한 처벌을 받을 수 있음을 알고도 자신은 신념에 따라 올바른 결정을 내렸으며 후회 같은 것은 전혀 없다고 밝혔다.

## 저서
- 《얼티메이텀 ULTIMATUM: 죽어도 포기하지 않는 최강 멘탈의 기술》(2021. 7. 21. 출판, ISBN: 9791130640150)

## 같이 보기
- 해군 특수전전단(UDT/SEAL)
- 네이비 실(Navy SEALs)
- 가짜사나이
- 김계란
- 스카이 다이빙